# Mordserie
Als Mordserie im engeren Sinne werden drei oder mehr Morde bezeichnet, die eine Einzelperson, der Serienmörder, in einigem zeitlichen Abstand voneinander verübt. Besonders hohe Opferzahlen ergeben sich bei Tätern, die hilflose Personen in Krankenhäusern oder Pflegeeinrichtungen töten. Mordserien werden im Vergleich zu Einzelmorden nur sehr selten verübt.

## Begriff, Definitionen und Abgrenzung
Der Fallanalytiker Robert Ressler behauptete in seinem 1992 erschienenen Buch Ich jagte Hannibal Lecter, den Ausdruck „serial killer“ („Serienmörder“) geprägt zu haben. Dieser und ähnliche Bezeichnungen wurden jedoch schon Jahrzehnte früher verwendet. So ist für Henri Désiré Landru bereits im Jahre 1921 die Bezeichnung als „Serienmörder“ nachweisbar. Über eine „Mordserie“ in Berlin gab es sogar schon 1908 entsprechende Presseberichte.
Der Berliner Kriminalbeamte Ernst Gennat, der von 1929 bis 1930 die Ermittlungen im Fall des deutschen Serienmörders Peter Kürten geleitet hatte, nutzte den Terminus „Serien-Mörder“ in seinem 1930 publizierten Aufsatz Die Düsseldorfer Sexualverbrechen für den damals noch unbekannten Täter. Der US-amerikanische Kriminologe James Reinhardt gebrauchte in seinem Werk Sex Perversions and Sex Crimes (1957) den Begriff „chain killer“ („Kettenmörder“) und der irische Autor John Brophy verwendete 1966 den Ausdruck „serial murder“ („Serienmord“) in seinem Buch The Meaning of Murder. Ressler wird jedoch zugestanden, den Begriff ab Mitte der 1970er Jahre populär gemacht zu haben.
Für die Begriffe „Serienmord“ und „Serienmörder“ gibt es verschiedene Definitionen, aber im deutschsprachigen Raum auch mangels eigener rechtlicher Qualität keine Legaldefinition. Die in Lehre und Forschung sowie von Strafverfolgern verwendeten Begriffserklärungen variieren bezüglich der erforderlichen Anzahl der Morde, der Dauer des zeitlichen Abstands zwischen den Taten und der Motivation des Täters. Das US-amerikanische National Institute of Justice (NIJ) nutzt die folgende Definition aus dem Jahr 1988: „Eine Serie von zwei oder mehr Morden, die als getrennte Ereignisse begangen werden und meistens, aber nicht immer, von einem Einzeltäter. Die Verbrechen können sich innerhalb einer Zeitspanne von Stunden bis zu Jahren ereignen. Das Motiv ist oft psychologischer Natur, und das Verhalten des Täters sowie die physischen Beweise am Tatort weisen sadistische, sexuelle Untertöne auf.“
Das FBI definiert den Serienmord in seinem 1992 erschienenen Crime Classification Manual als „drei oder mehr voneinander unabhängige Ereignisse, die an unterschiedlichen Orten stattfinden und von einer emotionalen Abkühlung des Täters zwischen den Einzeltaten gekennzeichnet sind.“ Die Abkühlperiode könne Tage, Wochen oder Monate dauern. An dieser Definition wurde unter anderem kritisiert, dass sie Mörder wie John Wayne Gacy oder Dean Corll – trotz hoher Opferzahl und zeitlichem Abstand zwischen den Taten – nicht erfasse, weil sie ihre Opfer meist am selben Tatort ermordet hatten. Eine später aufgestellte Definition des FBI lässt eine geringere Anzahl an Taten genügen, verzichtet auf das Kriterium der unterschiedlichen Tatorte und beschreibt den Serienmord als “… the unlawful killing of two or more victims by the same offender(s), in separate events.” („… die gesetzeswidrige Tötung von zwei oder mehr Opfern durch denselben (oder dieselben) Straftäter in separaten Ereignissen.“)
In der Fachliteratur wird der Serienmörder überwiegend als Person definiert, die mit zeitlichen Abständen mindestens drei Menschen ermordet. Stephan Harbort definiert ihn als voll oder vermindert schuldfähigen Täter, der allein- oder gemeinverantwortlich mindestens drei vollendete vorsätzliche Tötungsdelikte begehe, die von einem jeweils neuen, feindseligen Tatentschluss gekennzeichnet seien.
Bevor sich der Serienmord-Begriff etablierte, wurden Mehrfachmorde meist ohne Differenzierung als Massenmord bezeichnet. Dieser ist nach heute überwiegender Ansicht jedoch dadurch gekennzeichnet, dass der Täter – z. B. während eines Amoklaufs – zeitgleich an einem Ort oder in dessen Nähe mehrere Personen tötet. Der ebenfalls vom Serienmörder abzugrenzende Spree Killer, auch Rauschmörder genannt, tötet mehrere Menschen an zwei oder mehr Orten ohne zwischen den Taten liegende Abkühlperioden.
Im weiteren Sinne fallen unter den Begriff Mordserie auch äußerst seltene Phänomene, wie das der Leopardenmorde, die nicht von Einzeltätern, sondern von Gemeinschaften, Geheimbünden, der Organisierten Kriminalität und anderen in gezielter Abfolge oder gezielter Auswahl mit ähnlichem Ziel und Vorgehen verübt werden.

## Historie

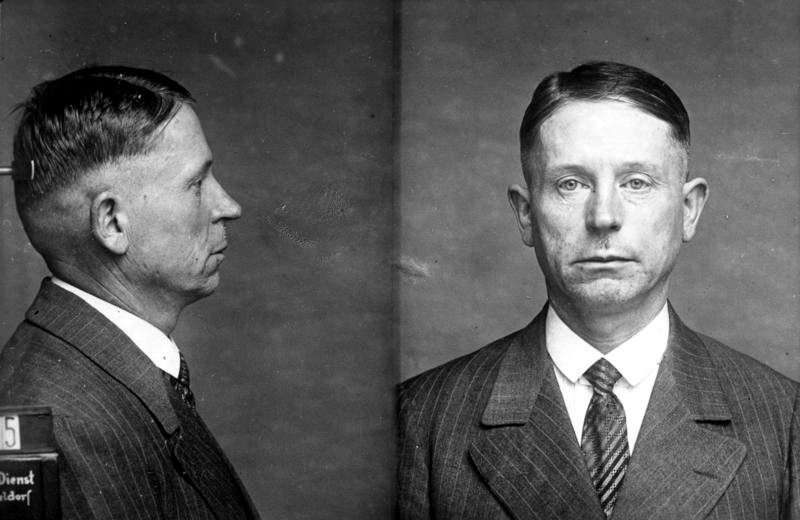
Polizeiaufnahme des Serienmörders Peter Kürten aus dem Jahr 1931.

Serienmord ist kein neuzeitliches Phänomen. Die römische Giftmischerin Lucusta, die im ersten Jahrhundert n. Chr. unter anderem an der Ermordung von Kaiser Claudius beteiligt gewesen sein soll, gilt als der erste überlieferte Fall einer Serienmörderin. In Europa wurde Gilles de Rais im Jahr 1440 wegen der Ermordung von über 100 Kindern gehängt.
Die ungarische Gräfin Elisabeth Báthory soll Ende des 16. und Anfang des 17. Jahrhunderts bis zu 650 junge Frauen gefoltert und ermordet haben. Jack the Ripper, der im 19. Jahrhundert mehrere Prostituierte im Londoner East End tötete, war der erste Serienmörder, der mit seinen Verbrechen und seiner Interaktion mit der Presse einen weltweiten Medienrummel auslöste. Er gilt als der wohl berüchtigtste Serienmörder der Welt und wurde aufgrund seiner nie geklärten Identität zum Gegenstand zahlreicher Forschungen, Verschwörungstheorien und Verarbeitungen in der Kunst.
Im deutschsprachigen Raum sorgten im 20. Jahrhundert Serienmörder wie Peter Kürten („Der Vampir von Düsseldorf“) und Fritz Haarmann („Der Schlächter von Hannover“) sowie der mutmaßliche Serientäter Jack Unterweger aus Österreich für Schlagzeilen. 76 Prozent aller bekannten Serienmörder des 20. Jahrhunderts stammen jedoch aus den Vereinigten Staaten, darunter beispielsweise Ted Bundy, David Berkowitz und Aileen Wuornos.

## Verbrechensaufklärung und -bekämpfung
Bei der Fahndung nach Serienmördern wird die ermittelnde Kriminalpolizei häufig von Fallanalytikern unterstützt, die den Tatablauf rekonstruieren, das Verhalten des Serienmörders bewerten und Täterprofile erstellen. Laut Stephan Harbort wurde das erste Täterprofil in der Geschichte von Ernst Gennat im Fall von Peter Kürten entwickelt und am 8. April 1930 im Deutschen Kriminalpolizeiblatt veröffentlicht. In den USA gehörte der New Yorker Psychiater James A. Brussel, der unter anderem in den 1960ern in die Ermittlungen im Fall des „Boston Strangler“ Albert Henry DeSalvo einbezogen war, zu den Pionieren des „Profilings“.
Ab den 1970er Jahren begannen die FBI-Agenten Robert Ressler und John E. Douglas mit der systematischen Erforschung von Mordserien und interviewten hierzu über 50 inhaftierte Serienmörder und Schwerverbrecher. Die Ergebnisse dieser Befragungen halfen bei der Erstellung weiterer Täterprofile und führten zu neuen Fahndungsmethoden wie der computerbasierten Erfassung und Abgleichung ungelöster Fälle. In den 1980er Jahren richtete das FBI das National Center for the Analysis of Violent Crime (NCAVC) ein, dem die Behavioral Analysis Unit (BAU) sowie das Violent Criminal Apprehension Program (ViCAP) angehören und dessen Profiler die Fahndung nach schwer zu ermittelnden Gewaltverbrechern unterstützen.
Europäische Polizeibehörden griffen bereits in den 1980er Jahren vereinzelt auf den Profiling-Service des FBI zurück. In den 1990ern ließen sich europäische Polizisten von der US-Behörde fortbilden und übernahmen deren Profiling-Methoden schließlich selbst. In Österreich baute der Psychologe Thomas Müller den Kriminalpsychologischen Dienst im Innenministerium auf, der Sexualmorde aus zwei Jahrzehnten auswertete und dabei zeigte, dass die Techniken des FBI auch bei europäischen Serientätern anwendbar sind. In Deutschland wird die Operative Fallanalyse vom BKA und den Landeskriminalämtern durchgeführt. Bekannte deutsche Profiler sind beispielsweise Axel Petermann und Alexander Horn. Um Serienmorde identifizieren zu können, nutzen die Ämter Datenanalysesysteme wie das international anerkannte ViCLAS, in denen Tötungs- und Sexualdelikte erfasst sind. Anhand eines Abgleichs der gespeicherten Fallmerkmale können Fallanalytiker Zusammenhänge zwischen verschiedenen kriminellen Gewalttaten aufdecken.

## Tätertypologie und Motivation
Serienmörder töten aus unterschiedlichen Motiven. Holmes & Holmes (2009) unterscheiden je nach Motiv vier Serienmördertypen: Den visionären (visionary), den missionsorientierten (mission-oriented), den hedonistischen (hedonistic) sowie den macht- und kontrollorientierten (power/control) Serienmörder. Der visionäre Serienmörder ist in der Regel psychotisch und tötet aufgrund von Visionen oder weil ihm Stimmen die Taten befehlen. Ein Beispiel für diesen Tätertyp ist Herbert Mullin, der Stimmen hörte, die ihm sagten, dass er töten müsse, um die Menschen in Kalifornien vor einem bevorstehenden Erdbeben zu retten. Der missionsorientierte Serienmörder tötet seine Opfer, weil sie ein bestimmtes Profil erfüllen (z. B. als Prostituierte arbeiten) und wähnt sich in der Rolle eines Vollstreckers mit dem persönlichen Auftrag, diese von ihm als „schädlich“ oder „gefährlich“ empfundene Personengruppe zu beseitigen. Der hedonistische Mörder tötet aus Mordlust und Nervenkitzel. Er genießt es, den Qualen seines sterbenden Opfers zuzusehen und seine Taten weisen meist eine starke sexuelle Komponente auf. Dem machtorientierten Serienmörder geht es vor allem darum, die Kontrolle über Leben und Tod in den Händen zu halten. Beispielhaft für diesen Serienmördertyp ist der Gainesville Ripper Danny Rolling.
Das FBI unterscheidet im Falle sexuell motivierter Tötungsdelikte zwischen dem planenden („organized“) und dem nicht planenden („disorganized“) Serienmörder. Anhand bestimmter Charakteristika des Tatortes und des Tathergangs zieht das FBI dabei Rückschlüsse auf die Persönlichkeit und den Lebensstil des Täters.
Im Gegensatz zu einzelnen Tötungsdelikten, die oft als Beziehungstaten (z. B. im Affekt bei einem Streit) gesehen werden können, sind Serientaten schwieriger nachvollziehbar, da meistens keine vordeliktische Beziehung zwischen Täter und Opfer bestand. In Deutschland ist nach Stephan Harbort der Serienmörder mäßig bis durchschnittlich intelligent und sucht sich Opfer meist aus seiner Wohnumgebung in einem Radius von 30 km.
Unter anderem werden neurologische Hirnschädigungen, frühkindliche psychische Verletzungen sowie familiäre Kälte, Gewalt und Alkoholismus als mögliche Faktoren für diese Taten gesehen. Bei sadistischen Mehrfachmördern spielt die Fantasie als Tatmotiv und für die konkrete und detaillierte Tatgestaltung eine Rolle. Der Täter folgt während der Tat dem Handlungsfaden, der in der Fantasie entwickelt wurde. Der Mord kann im Nachhinein mehrfach durchlebt werden, was vorübergehend eine Befriedigung verschafft. Mit der Zeit kommt es dann zu einer emotionalen Abkühlung und einer neuen Tat.
Einen anderen Ansatz zur Erklärung von Serientötungen verfolgen Evolutionäre Psychologie und Anthropologie. So erklären David Buss oder Elliott Leyton solche Taten als Folge von mangelndem sozialem Erfolg und sozialem Status von Serienmördern; als Beispiele nennt Buss Jeffrey Dahmer oder Charles Starkweather. Nach dieser Erklärung üben die Täter Vergeltung für ihren sozialen Misserfolg und versuchen mit diesen Taten einen berüchtigten Ruf zu erlangen.
Eine spezielle Motivation liegt bei Serienmord an besonders hilfsbedürftigen oder wehrlosen Menschen in Krankenhäusern und Altenheimen vor, welcher in einigen Fällen aus Beweggründen wie Überforderung oder dem Wunsch nach Machtausübung begangen wird, auch wenn Mitleid beim Tatentschluss eine Rolle spielen kann.

## Fallzahlen

### Deutschland
Das Phänomen Serienmord in Deutschland wurde von Stephan Harbort für den Zeitraum 1945 bis 1995 untersucht. In dieser Zeitspanne verübten nach dieser Studie alle Serienmörder in Deutschland zusammen 453 Einzeltötungsdelikte. 54 Männer und 7 Frauen wurden als Serienmörder verurteilt, international wird der Anteil der Frauen auf ein Sechstel geschätzt. Sexuell motivierte Taten wurden dabei zu 56 % aufgeklärt. Ungeklärt blieben 79 Morde, die 21 Mordserien zugeordnet wurden. Die Untersuchung zeigte eine Zunahme von etwa 63 % der Serientötungen in den Jahren 1986 bis 1995 verglichen mit den zehn Jahren davor. In fast 80 % der Fälle bestand keine Opfer-Täter-Beziehung, in 27 % der Fälle war der Täter unter Drogeneinfluss (Alkohol oder Betäubungsmittel). Sexualmörder waren zu 95 % und anders motivierte Serienmörder zu 61 % Einzeltäter. Die Tatorte lagen zu 58 % in Großstädten, der Umkreis der Einzeltaten einer Mordserie war in 68 % der Fälle kleiner als 30 km und in 40 % der Fälle kleiner als 10 km.
Im weiteren Zeitraum bis zum Jahr 2000 wurden in Deutschland 22 sexuell motivierte Serienmörder und 54 Serienraubmörder gefasst. Dabei wurden 8,4 % aller Raub- und Sexualmorde von Serientätern begangen. In ihrem Umfeld sind sie meist unauffällig und sozial angepasst. Nach Harbort werden Serienraubmörder im Durchschnitt nach 3¼ Jahren gefasst und sind in 89 % der Fälle zuvor strafrechtlich erfasst worden. Viele Seriensexualmörder wohnen in Großstädten, sind zwischen 16 und 36 Jahren alt, ledig oder geschieden, kinderlos und werden im Schnitt nach 4½ Jahren gefasst. Von den sexuell motivierten Serienmördern haben 82 % ein auffälliges Sexualverhalten, wie z. B. Fetischismus, und sind oft zuvor bereits wegen Sexualdelikten erfasst worden.

### Vereinigte Staaten
Das National Center for the Analysis of Violent Crime ermittelte für den Zeitraum von 1977 bis April 1992 insgesamt 331 Serienmörder in den USA.
In einer Studie aus dem Jahr 1995 waren 232 von 387 betrachteten Serienmördern Männer, die sich an ihren Opfern sexuell vergingen.

## Öffentliche Wahrnehmung
Die öffentliche Wahrnehmung von Serienmorden und -tätern wird durch verschiedene Medien geprägt. Neben Berichterstattungen in Zeitungen und Fernsehen wird das Thema auch in zahlreichen Serien (z. B. The Following, Dexter oder Mindhunter) und Filmen wie Das Schweigen der Lämmer oder Sieben behandelt.